# Eurhythma xuthospila
Eurhythma xuthospila là một loài bướm đêm trong họ Crambidae.